# 日本周産期・新生児医学会
日本周産期・新生児医学会（にほんしゅうさんき・しんせいじいがくかい、英語: Japan Society of Perinatal and Neonatal Medicine）は、胎児・新生児及び、それに関わる母性・母体に関連する医療、研究について、倫理的側面に配慮しつつ、その水準の維持と向上及び研究者、医療従事者の育成をはかることにより、母子の保健・医療を通じて、国民の福祉と医療の発展に寄与し、これらに携わる社員及び会員である医師等の医療、研究、教育及び診療の向上をはかることを目的とする学術団体。

## 沿革
- 1965年 - 「日本新生児医学会」が設立
- 1976年 - 日本新生児医学会が日本医学会に加入
- 1983年 - 「日本周産期学会」が設立
- 2003年 - 日本新生児医学会と日本周産期学会が合併し、日本周産期・新生児医学会が設立

## 事業内容
1. 学術集会の開催に関する事業
2. 機関誌及び論文図書等の刊行
3. 周産期専門医制度に関する事業
4. 母体・胎児・新生児に関する医学の研究者、医療従事者の教育及び育成
5. 母体・胎児・新生児に関する医学の研究及び調査
6. 内外の関連団体との連絡及び提携
7. 国民に対する母体・胎児・新生児に関する医学情報の提供及び啓発
8. その他本法人の目的を達成するために必要な事業

### 新生児蘇生法普及事業
日本周産期・新生児医学会は、新生児蘇生法委員会を組織し、「すべての分娩に新生児蘇生法を習得した医療スタッフが新生児の担当者として立ち会うことができる体制」の確立を目指して、2007年7月から新生児蘇生法（NCPR）普及事業をスタートした。

## 学会誌
- 『日本周産期・新生児医学会雑誌』

## 会員数
- 9,236名[1]（2021年5月1日現在）